# حکومت‌مندی بوم‌شناختی
حکومت‌مندی بوم‌شناختی (یا زیست‌محیطی) به کاربست مفاهیم میشل فوکو در زمینه‌های زیست‌قدرت و حکومت‌مندی در تحلیل نحوهٔ تنظیم و سامان‌دهی روابط اجتماعی با جهان طبیعی اطلاق می‌شود. این مفهوم با بهره‌گیری گسترده از تبارشناسی دولت در اندیشهٔ فوکو، تلاش دارد تا عقلانیت‌ها و فناوری‌های بوم‌شناختی مرتبط با حکمرانی را نیز مورد بررسی قرار دهد (مالت، ۲۰۰۹). ادبیات مرتبط با حکومت‌مندی بوم‌شناختی که در میانهٔ دههٔ ۱۹۹۰ میلادی توسط گروهی محدود از نظریه‌پردازان نظیر لوک، داریر و رادرفورد پایه‌گذاری شد، در واکنش به فقدان تحلیل‌های فوکویی در حوزه‌های محیط زیست‌گرایی و مطالعات زیست‌محیطی، گسترش یافت.
نوشته‌های مربوط به حکومت‌مندی بوم‌شناختی، در پیروی از اندیشه‌های میشل فوکو، بر چگونگی نقش‌آفرینی سازمان‌های دولتی در همکاری با تولیدکنندگان دانش تخصصی در ساخت و تعریف «محیط زیست» متمرکز هستند. این شکل از مدیریت دولتی مبتنی بر گسترش و درونی‌سازی دانش/قدرت در میان کنشگران فردی است. در نتیجه، شبکه‌ای غیرمتمرکز از عناصر خودتنظیم‌گر پدید می‌آید که منافع آنان با منافع دولت در هم تنیده و هم‌راستا می‌گردد.
حکومت‌مندی بوم‌شناختی را می‌توان بخشی از عرصهٔ گسترده‌تر بوم‌شناسی سیاسی دانست. این مفهوم در چارچوب منازعات نظری معاصر پیرامون چگونگی برقراری تعادل میان دغدغه‌های مربوط به روابط اجتماعی ـ طبیعی و ملاحظات مرتبط با تأثیرات عینی زیست‌محیطی تعاملات مشخص جای می‌گیرد. اصطلاح مذکور به‌ویژه برای پژوهشگرانی همچون برایانت، واتس و پیت سودمند است که بر اهمیت پدیدارشناسی طبیعت، آن‌گونه که در گفتمان پساساختارگرایانه از طریق دانش، قدرت و معنا ساخته می‌شود، تأکید دارند.
افزون بر این، حکومت‌مندی بوم‌شناختی به‌واسطهٔ توانایی‌اش در پیوند دادن پدیده‌های اجتماعی ـ محیطیِ مکان‌مند با اثرات فرامکانیِ نظام‌های حکمرانی ملی و بین‌المللی، جایگاه ویژه‌ای در میان جغرافی‌دانان یافته است. به‌ویژه در مطالعات مربوط به تغییرات زیست‌محیطی که از مرزهای یک ناحیه خاص فراتر می‌روند، این رویکرد می‌تواند ابزاری تحلیلی کارآمد برای ردگیری بازتاب سیاست‌ها در مقیاس‌های گوناگون ـ از فرد و جامعه تا دولت و ساختارهای کلان حکمرانی زیست‌محیطی ـ فراهم آورد.

## حکومت‌مندی بوم‌شناختی و تغییرات اقلیمی
از حوالی سال ۲۰۰۲، پژوهشگران با بهره‌گیری از مفاهیم برگرفته از اندیشه‌های میشل فوکو و نظریهٔ حکومت‌مندی بوم‌شناختی، به تحلیل گفتمان‌های مرتبط با تغییرات اقلیمی جهانی و سیاست‌های ناظر بر آن پرداخته‌اند.
این زیرشاخه یا کاربست نظریهٔ حکومت‌مندی بوم‌شناختی، در آغاز با تمرکز بر بهره‌گیری از اندیشه‌های فوکو در تحلیل رژیم‌های اقلیمی در سطوح ملی و بین‌المللی، و با هدف شناسایی دسته‌ها و سازوکارهایی که به‌ویژه در مواجهه با مسائل تغییرات اقلیمی اثربخشی بیشتری دارند، شکل گرفت و گسترش یافت. با گذر زمان و تکامل این رویکرد در ارتباط با تغییرات اقلیمی، اصول نظریهٔ حکومت‌مندی بوم‌شناختی نیز، به شیوه‌هایی متناسب و تعدیل‌شده، در مطالعات مربوط به دولت‌های ایالتی و محلی، و نیز در تحلیل عملکرد سازمان‌های خصوصی و غیرانتفاعی مورد استفاده قرار گرفته‌اند.
نظریه‌ها و روش‌های تحلیلی مبتنی بر حکومت‌مندی بوم‌شناختی، فراتر از چارچوب سنتی اقتصاد سیاسی، به‌تدریج به عنوان ابزارهایی مفید برای مطالعه و بررسی تغییرات اقلیمی در حوزه‌هایی همچون ارتباطات و روابط بین‌الملل نیز پدیدار شده‌اند.

### توسعهٔ مطالعات حکومت‌مندی بوم‌شناختی و تغییرات اقلیمی
همزمان با آغاز مطالعات پیرامون کاربرد نظریهٔ حکومت‌مندی بوم‌شناختی در تحلیل مسائل و گفتمان‌های مرتبط با تغییرات اقلیمی، تمرکز اغلب پژوهش‌ها بر سطوح ملی و جهانی معطوف شد. برای نمونه، در یکی از نخستین مطالعات، پاول هنمن نظریهٔ حکومت‌مندی را در سیاست اقلیمی ملی استرالیا و فرایند مدل‌سازی تغییرات اقلیمی به کار گرفت و به این نتیجه رسید که مدل‌سازی، ابزاری فناورانه برای قابل‌مدیریت ساختن اقلیم به‌شمار می‌آید، هرچند که در عین حال، ظرفیت دولت برای پاسخ‌گویی را محدود می‌سازد. همچنین، اثر سورکر یاگرز و یوهانس استریپل که در سال ۲۰۰۳ منتشر شد، بر اهمیت فزایندهٔ کنشگران غیردولتی (NNSA) در اقدامات مربوط به کاهش و سازگاری با تغییرات اقلیمی تأکید کرد و این دیدگاه را مطرح نمود که «رژیم‌های خصوصی» نظیر صنعت بیمه ممکن است در مواجهه با این مسئله، کارآمدتر از ساختارهای قدرت ملی و بین‌المللی عمل کنند.